# 鹿島建設本社ビル
鹿島建設本社ビル（かじまけんせつほんしゃビル）は、東京都港区元赤坂に所在したオフィスビルである。1968年竣工の第1棟をはじめとする3棟体制で鹿島建設の本社機能を担ってきたが、2007年に隣接地に建設された鹿島本社ビルほかに役割を譲り解体された。

## 歴史
鹿島建設の前身となる｢大岩｣は、1840年（天保11）年に鹿島岩吉により江戸中橋正木町（現在の中央区京橋1丁目)で創業。二代目の鹿島岩蔵により横浜に移転したが、1880年（明治13）年に社名を｢鹿島組｣と改め、本社を京橋区木挽町（現在の中央区銀座8丁目）に移転した。1923年（大正12年）の関東大震災でその事務所は焼失。翌年、同じ場所にバラック建てで再建した。1929年（昭和4年）の震災後の区画整理で、南大工町（現在の中央区八重洲、八重洲ブックセンター所在地）に新本社ビルを建設した。その本社ビルも1945年（昭和20年）の東京大空襲で焼失。終戦後に本社ビルを復旧、1947年には社名を｢鹿島建設株式会社｣と改めた。のちの業容拡大で、10か所あまりに分散していた事務機能を集約すべく、赤坂見附近くの青山通り沿いに新本社ビルの建設を進めた。
1968年に第1棟が竣工。2期工事はしばらく様子を見てから着手する予定であったが、想定を上回る社員数の増加から直ちに着工し、1972年に第2棟、1983年には第3棟が順次完成した。1990年には、第1棟・第2棟のリニューアル工事が行われた。
2007年には、西側隣接地の新本社ビルと、東京メトロ千代田線赤坂駅近くに鹿島赤坂別館が完成。従来の本社ビルおよび都内に分散しているオフィスを両ビルに集約した。鹿島建設は1991年より対外的に「鹿島」の呼称を使用しており、新本社ビルは鹿島本社ビルと称している。従来の本社ビル3棟は2007年11月から2008年9月にかけて解体され、跡地には高さ160m・30階建で賃貸オフィスやマンションの入る赤坂Kタワーが2012年に完成した。

## 建築
1968年に竣工した第1棟は地下3階・地上17階建て、2フロアの塔屋を持ち、最高部の高さは65.4m。第2棟はその渋谷寄り（西側）に隣接して1972年に竣工。地下3階・地上20階・塔屋2階で最高部75.3m。いずれも鉄骨構造で、3か所の渡り廊下で接続されている。第3棟は第1棟の永田町寄り（東側）に隣接して建てられ、地下2階・地上9階・塔屋1階、最高部36.2mとやや小ぶりの建物である。梁は鉄骨構造であるが、柱は鉄骨鉄筋コンクリート構造とされた。第1棟では、1フロア200坪の空間を、2フロア400坪を1ユニットとして使用。エレベーターは奇数階のみ停止し、エレベーターホールは吹き抜け空間とした
白色の格子状の太い構造フレームを持ち、モノクロームの外観が特徴である。フレームを前面に打ち出したデザインは、新本社ビルや赤坂Kタワーにも踏襲された。
本建物は、1970年に建築業協会主催の第11回BCS賞を受賞している

## 解体
従来の高層ビルの解体には、タワークレーンで最上階に重機を釣り上げ、上層階から順に破砕していく方法が採られていた。この方法では重機を載せる位置を補強したり、粉塵や騒音が周囲に影響しないよう外周をパネルで覆う必要があった。粉塵を抑えるための散水は、内装材の分別を困難にする問題があった。3棟からなる本社ビルのうち、高さ60mを越える第1棟と第2棟については、煙突やガスホルダーで実施例のある「鹿島カットアンドダウン工法」を、鉄骨構造の高層ビルの解体では世界で初めて採用した。最大1200トンまで支えられるジャッキを1階の各柱（第1棟20基、第2棟24基）に設置し、下層階から順にだるま落としの要領で解体していくもので、高所作業を減らすとともに約20%の工期の短縮効果があった。この工法は、第11回国土技術開発賞最優秀賞を受賞している。